# Kuźnia (Ostrowiec Świętokrzyski)

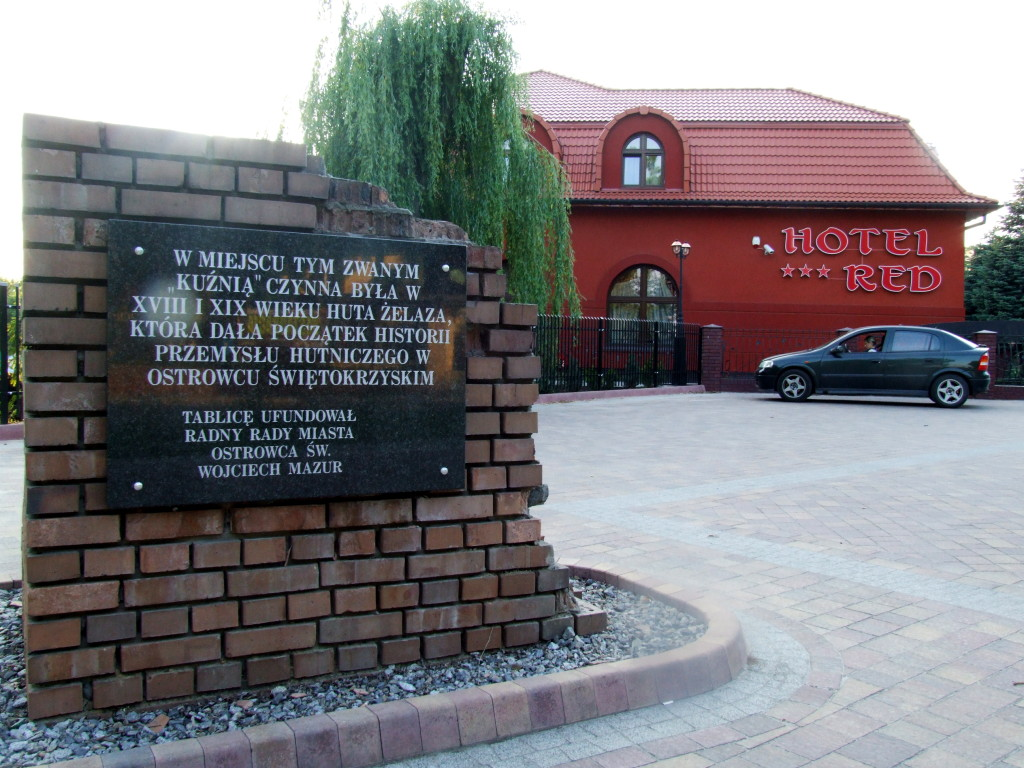
Tablica, przed hotelem Red, upamiętniająca kuźnicę (hutę żelaza) z XVIII wieku, od której to swą nazwę wzięło osiedle

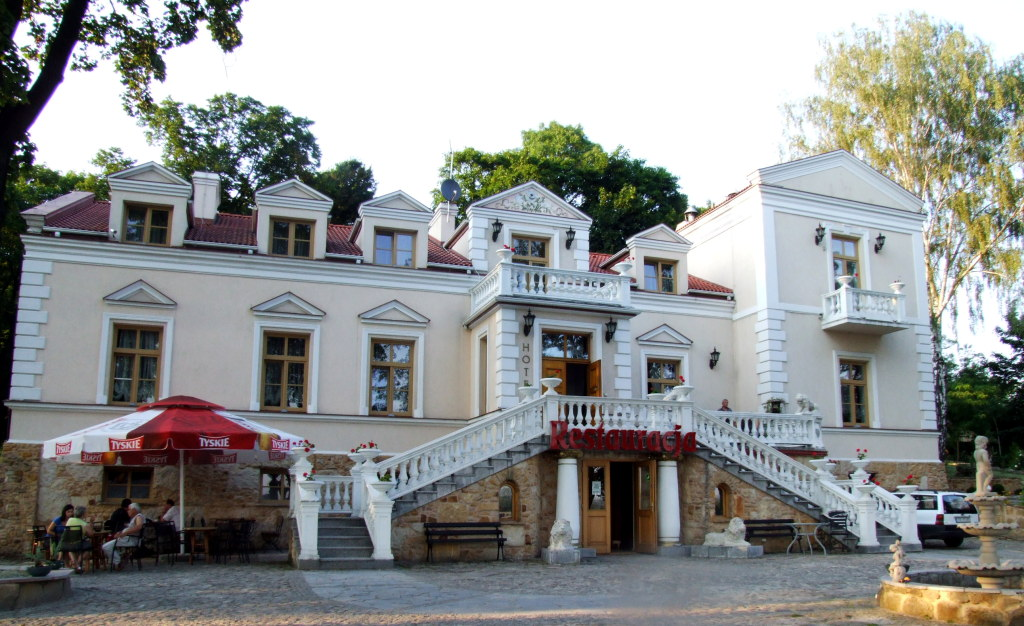
Pałac Tarnowskich (obecnie hotel)

Kuźnia – osiedle Ostrowca Świętokrzyskiego, włączone w granice miasta w 1924 roku. Wcześniej osada fabryczna.
Przez osiedle przebiega  czerwony szlak rowerowy im. Mieczysława Radwana.

## Zasięg terytorialny
Obejmuje ulice: Czerwińskiego, Dobrą, Kuźnię, Lelewela, Reńskiego, Sosnową, Widok i Żurawią oraz część zabudowań przy ulicach: Sienkiewicza (nieparzyste numery 49-131), Zagłoby (parzyste numery 34-86) i Żeromskiego (nieparzysty numer 5 oraz parzyste 2-62).

## Historia
Nazwa osady pochodzi od znajdującej się tu niegdyś kuźnicy. Powstała ona w latach 20. XVIII w. przy kanale Młynówka. W tym samym czasie wybudowano tu młyn należący do właściciela dóbr ostrowieckich. Kuźnica funkcjonowała co najmniej do poł. XVIII w.  Według spisu z 1787 r. osada miała 65 mieszkańców.
Około 1813 r. budowę nowego kompleksu hutniczego rozpoczął Jerzy Dobrzański. W 1816 r. na terenie osady znajdowały się dwie fryszerki (nazywane Łukaszyn i Romanów) oraz wielki piec z trzema miechami cylindrowymi oraz gichtą. Były tu także 2 wiatraki i tartak. Do 1823 r. w Kuźni funkcjonował młyn o dwóch kołach wodnych. W późniejszym okresie wybudowano jeszcze fryszerkę Rochów, która jednakże upadła w 1828 r. W 1821 r. Kuźnia miała 72 mieszkańców.
W 1840 r. w Kuźni znajdowały się już tylko dwa zakłady: wielki piec z czterema miechami skrzynkowymi oraz fryszerka Łukaszyn. Fryszerka funkcjonowała to lat 70. XIX w. przetwarzając surowe żelazo uzyskane w hucie Klimkiewiczów. W 1924 r. osada została przyłączona do Ostrowca.